# デトロイト・ピストンズ
デトロイト・ピストンズ（Detroit Pistons）は、アメリカ合衆国ミシガン州デトロイト市に本拠を置く全米プロバスケットボール協会 (NBA) のチーム。イースタン・カンファレンス、セントラル・ディビジョン所属。チーム名は自動車産業で有名な同市にちなんで名づけられた。Pistonとは自動車の動力装置に欠かせない部品であり、初代オーナーがピストン工場を経営していたことから。NBA最古の歴史を誇る人気チーム。

## 歴史

### フォートウェイン・ピストンズ
デトロイト・ピストンズは現在残るNBAのチームでは最も古い。原型となったのは1941年にインディアナ州フォートウェイン市で結成されたフォートウェイン・ゾルナー・ピストンズであり、当初は NBL (National Basketball League) に所属していた。初代オーナーはフレッド・ゾルナーであり、ゼネラルモーターズにピストンを納品するゾルナー社の経営者だった。
ピストンズは1948年よりNBLがBAA (Basketball Association of America) と統合した際にフォートウェイン・ピストンズと改称。フォワードのジョージ・ヤードリーを擁し、1954年と1955年に2年連続でファイナルに上り詰めるものの、いずれも敗退している。

### デトロイト・ピストンズ

#### -誕生-
1957年にゾルナーは本拠地をデトロイト市に移動することを決定した。この市にはデトロイト・ジェムズというチームがあったものの、1シーズンで解散している。名前をデトロイト・ピストンズと変え、オリンピア・スタディアムを4年間本拠地とした後、コボ・アリーナに本拠地を変えた。
チームは観客動員と順位の両方で低迷し、1974年にビル・デイビットソンにチームは売却される。1978年にデイビットソンはチームの本拠地をデトロイト市から郊外のポンティアックに移した。また、それに伴いアメリカンフットボール用に作られたポンティアック・シルバードームにホームアリーナを変えている。

#### 1980年代-1990年初頭 -バッドボーイズ-

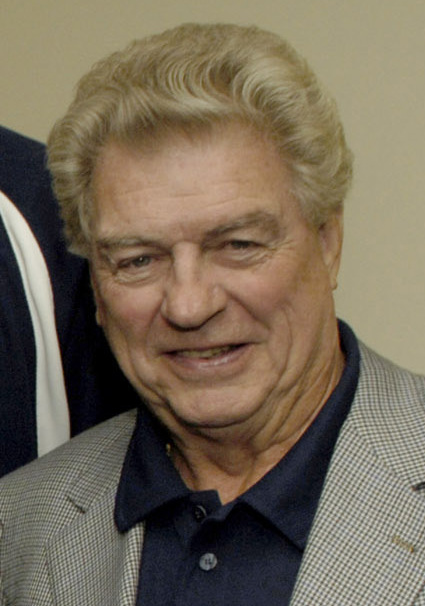
チャック・デイリーHC

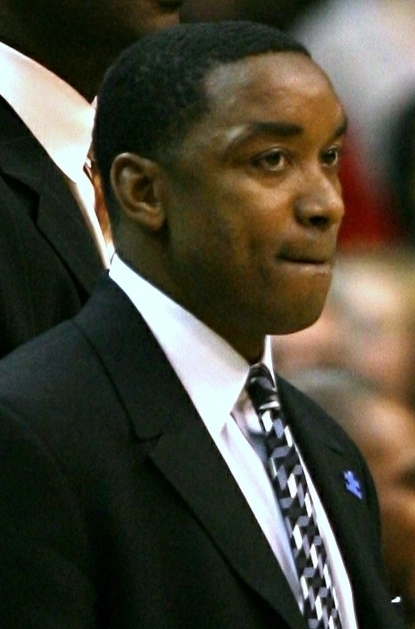
アイザイア・トーマス

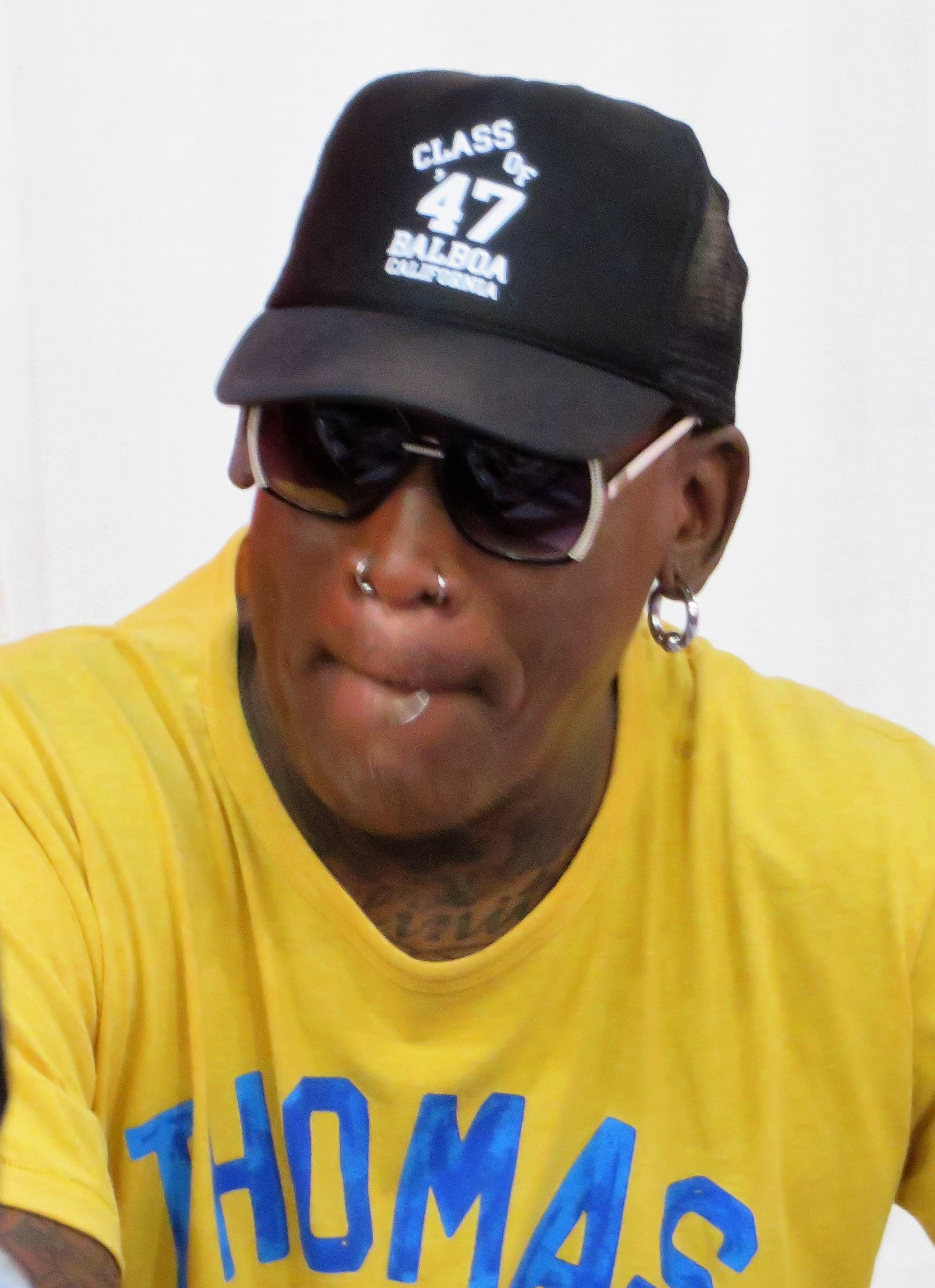
デニス・ロッドマン

1981年にドラフトでインディアナ大学からアイザイア・トーマスを獲得する。1982年の初めにビル・レインビアとヴィニー・ジョンソンをトレードなどを通じて獲得し、チーム力は大きく向上する。さらにチャック・デイリーを監督に迎え、ジョー・デュマース、リック・マホーン、そしてデニス・ロッドマンがチームに加入したことで優勝できるチームが作られた。
当時のピストンズは強力なディフェンスと荒いプレイスタイルからバッドボーイズと呼ばれた。1988年から3年連続でシカゴ・ブルズの挑戦を退けファイナルズに進出、1989年と1990年に2年連続で優勝した。また、1988年にはザ・パレス・オブ・オーバーンヒルズに本拠地を変えており、2017-18シーズンまでホームとして使用した。
その後1991年にカンファレンス決勝でブルズに4連敗を喫し、1992年に初戦でニューヨーク・ニックスに敗退後デイリー監督が辞任し、1992-93シーズン以後は成績は5割を割るようになり、プレイオフ進出も逃した。1993-94シーズン中にレインビア、シーズン終了後にトーマスは引退した。

#### 1990年代中盤-後半 -低迷期-
バッドボーイズの主力メンバーが次々とチームを離れる中、デュマースは1999年に引退するまで先発を務め続けた。その後、グラント・ヒル、リンジー・ハンター、ジェリー・スタックハウスなどの中心選手を擁したが、フリーエージェントやトレードなどでチームを離れ、プレーオフ1回戦を突破できない年が続いた。

#### 2000-2008 -強豪復活-

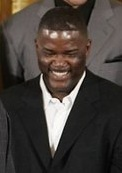
ジョー・デュマースGM

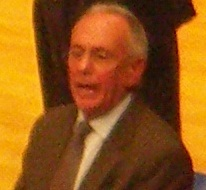
ラリー・ブラウンHC

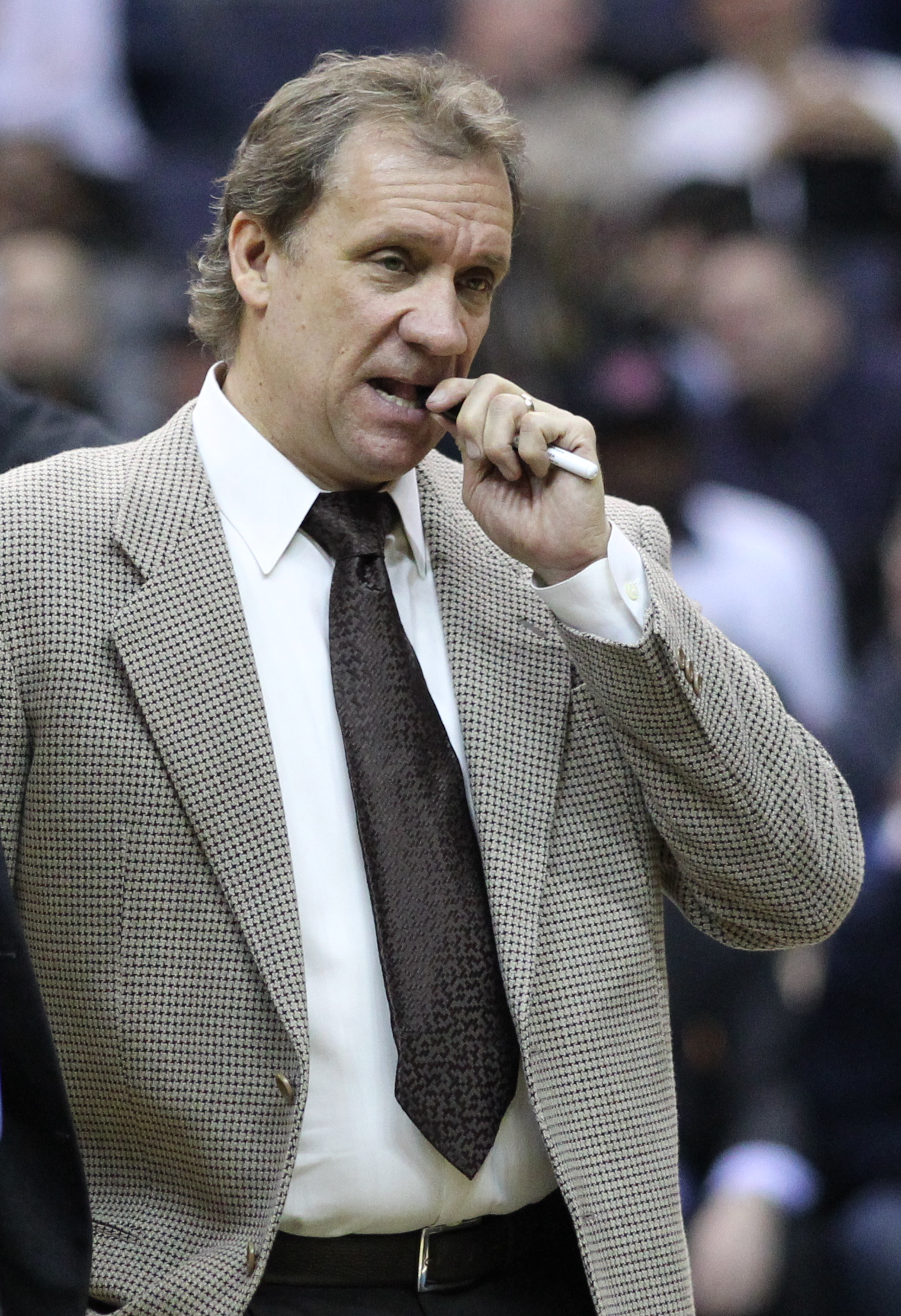
フリップ・ソーンダーズHC

2000年にジョー・デュマースがゼネラル・マネージャー(GM)として復帰し、チームは再び強豪チームの1つになった。デュマースは次々と改革を行い、2000年にはトレードでベン・ウォーレスがチームに加入した。2001年にはリック・カーライルをヘッドコーチに招聘し、2002年にはチャンシー・ビラップスやリチャード・ハミルトン、テイショーン・プリンスを獲得した。これらの改革により、チームは再び優勝を争うようになる。
2003-04シーズン、カーライルに代わり、殿堂入りを果たしている名コーチ、ラリー・ブラウンを招聘。ブラウンが掲げた「チーム・バスケット」とNBAトップクラスのディフェンス力を武器に快進撃を続けた。シーズン途中にはラシード・ウォーレスが加入したことでチーム層がさらに厚みが増し、NBAファイナルに進出。ファイナルにおいて、ロサンゼルス・レイカーズを4勝1敗で破り、3度目の優勝を果たした。
その後もイースタン・カンファレンスの強豪であり続け、2004-05シーズンには2年連続NBAファイナル進出。この年はウェストの強豪サンアントニオ・スパーズに3勝を挙げる接戦の末、惜しくも連覇は逃したものの、2005-06シーズンからヘッドコーチがブラウンからフリップ・ソーンダーズに交代後も2007-08シーズンまで6年連続カンファレンスファイナル進出を成し遂げたが、ファイナルに進出することはできなかった。

#### 2008-2009 -ケミストリー解体-
2008-09シーズンが開幕して6日後、ビラップス、アントニオ・マクダイス(後にピストンズに復帰)、チェイック・サムをデンバー・ナゲッツを放出し、ナゲッツからアレン・アイバーソンを獲得するビッグトレードが発表されて大きな話題となった。サラリーキャップ対策や長年同じメンバーで戦ってきたことによるマンネリを打破するためのトレードだったが、司令塔のビラップスを失ったことでオフェンスが空回りし、ハミルトンを6thマンとして起用するなどで打開しようとしたが不振に陥った。さらに持ち前の得点力を期待されて移籍してきたアイバーソンも上手く機能せず、シーズン後半には自身の起用法に不満を口にし、チームはシーズンを通して迷走が続いた。
結局、チームは2000-01シーズン以来となる勝率5割を割る成績に低迷し、辛うじてプレーオフには進出したが、プレーオフで第1シードのクリーブランド・キャバリアーズにスィープされた。シーズン後、主力選手のラシード・ウォーレスやマクダイスがチームを去って、長年続いたチームケミストリーは解体された。

#### 2009-2011 -再建へ-
ケミストリー解体後、チームは大きく改革を行った。その年のFA市場が解禁されると、大きく空いたサラリーキャップを武器に、すぐさまベン・ゴードンとチャーリー・ビラヌエバを獲得した。さらに、一時は引退を考えていたベン・ウォーレスがハミルトンやプリンスの説得によりチームに復帰した。積極的な補強でチーム復活が期待されたが、2009-10シーズン、ハミルトンやプリンスなどの選手の怪我が相次ぎ、過去10年で最低の勝率となりディビジョン最下位に終わった。翌2010-11シーズンは、元得点王のトレイシー・マグレディを獲得したものの、シーズン中にハミルトンやプリンスら主力選手とヘッドコーチのジョン・キュースターが対立。特に確執があったされるハミルトンは1ヶ月ほど試合に不出場だった。さらに2011年2月25日の76ersとの試合前のチームの練習に複数の選手が遅刻及び欠場。練習に参加した6選手だけ試合に出場させる異常事態に発展した。結局、2シーズン連続でプレーオフを逃す結果となり、キュースターはシーズン後にHC職を解雇された。

#### 2011-2020 -新オーナー就任と新たな道-

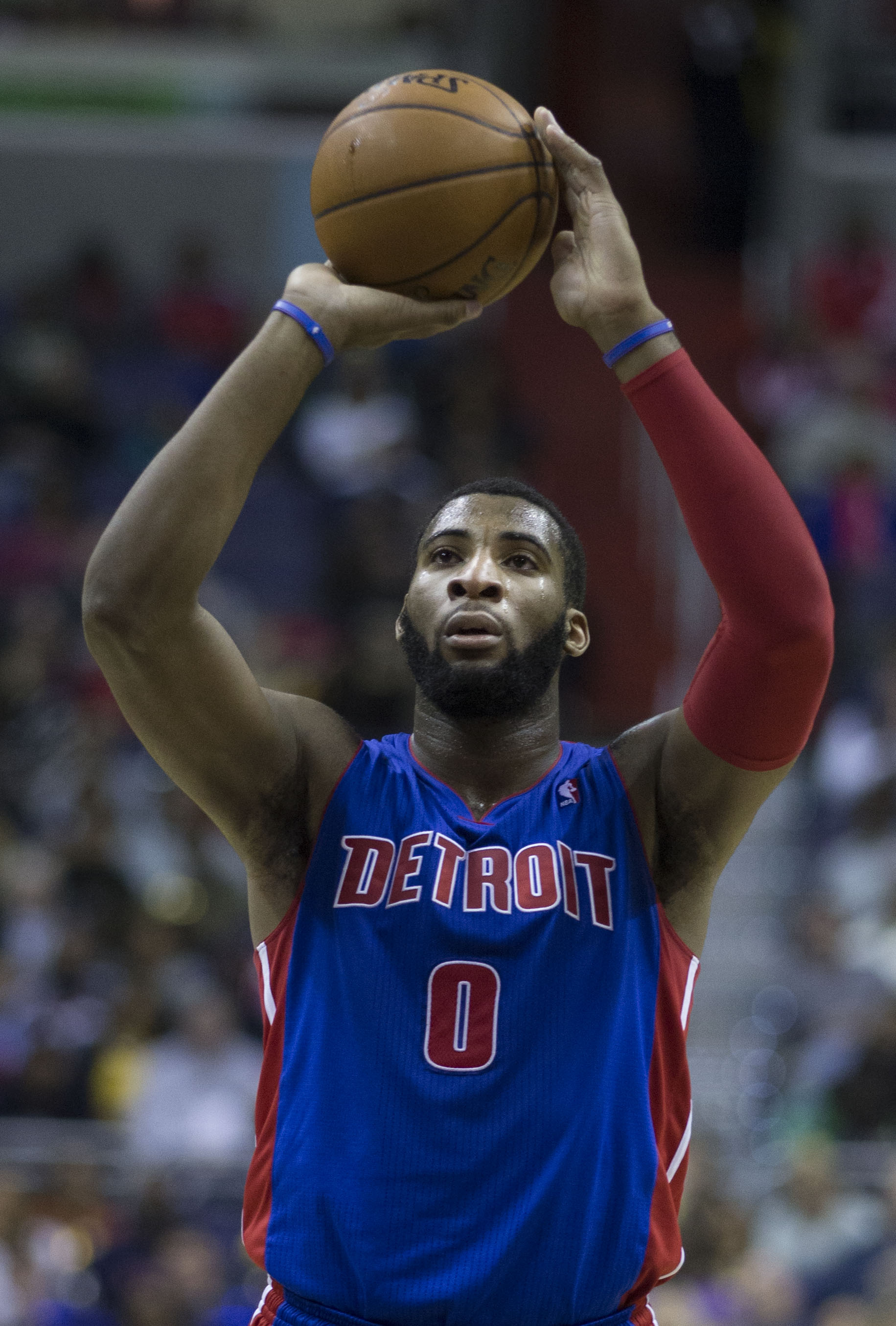
アンドレ・ドラモンド

これまで噂されたチーム売却問題が2010-11シーズンを通して揺れていたが、2011年4月8日、億万長者番付にも名を連ねるトム・ゴアーズが新しいチームオーナーに就任した。チームは、2011年にハミルトン、2013年にはプリンスを放出。ベン・ウォーレスが2011-12シーズンを以って引退した事で優勝経験のある選手が全員チームを離れた。ドラフトでグレッグ・モンロー、ブランドン・ナイト、アンドレ・ドラモンドを指名し、彼らを中心に再建の道を歩みだした。
2013年7月、FA市場が解禁されると、FAでジョシュ・スミスを、サイン＆トレードでブランドン・ジェニングスを獲得した。また、ビラップスが5年ぶりに古巣に復帰、ラシード・ウォーレスもこの年にHC職に就任したモーリス・チークスの呼びかけによりアシスタントコーチに就任するなど、かつての黄金メンバーがチームに戻ってきた。久しぶりに大型補強を行い、迎えた2013-14シーズン、スミス・モンロー・ドラモンドの強力なインサイド陣でリーグトップのペイント内得点を誇るも、チームは低迷。シーズン途中でチークスは解雇され、長年GMを勤めたデュマースもシーズン後に辞任した。シーズン後、スタン・ヴァン・ガンディがヘッドコーチ兼球団社長として就任した。
しかし、名将ヴァン・ガンディをもってしても、悪い流れは変わらなかった。2014-15シーズンも開幕から攻守とも精彩を欠き、5勝23敗と大きく出遅れた2014年12月22日、大型契約が残っていたジョシュ・スミスを解雇するという荒療治を敢行。不満分子を排除して巻き返しを図ったものの、ブランドン・ジェニングスをアキレス腱断裂で失うなど最後まで戦力が整わず、6年連続プレーオフ不出場が決定した。
エルサン・イルヤソバとマーカス・モリスを獲得し、フロントラインを強化した2015-16シーズンは、アンドレ・ドラモンドが新エースとして君臨。2015年12月18日のシカゴ・ブルズ戦では、4度の延長戦の末に148-144で勝利するなど、粘り強い闘いを繰り広げ、2009年以来のプレーオフ出場を目指し奮闘。2016年4月2日のシカゴ・ブルズの勝利で、2007-08シーズン以来の勝率5割以上を確定させ、同月8日のワシントン・ウィザーズ戦の勝利で、2009年以来のプレーオフ進出が決まった。しかし、プレーオフのクリーブランド・キャバリアーズに4戦全敗で屈した。
2016-17シーズンは37勝45敗に終わり、ザ・パレス・オブ・オーバーンヒルズのラストシーズンを飾ることば出来ず。
デトロイトのダウンタウンにある新アリーナのリトル・シーザーズ・アリーナに移転して心機一転のシーズンとなった2017-18シーズンは、初戦のシャーロット・ホーネッツ戦は、観客動員数が1万人にも満たない有り様だったが、チームは10月29日の敵地オラクル・アリーナでのゴールデンステート・ウォリアーズ戦に115-107で勝利するなど、好調なスタートを切った。しかし、最終的には39勝43敗に終わり、2年連続でプレーオフ進出を逃した。2018年5月7日、スタン・ヴァン・ガンディがヘッドコーチ兼球団社長の職を解かれることが発表された。2018年6月11日、前トロント・ラプターズのヘッドコーチであったドウェイン・ケイシーが後任のヘッドコーチとなることが発表された。
2019–20シーズンは、新型コロナウイルスによるシーズン中断を余儀なくされ、チームは20勝46敗でシーズンを終えることとなった。

#### 2020-現在 -歴史的連敗記録-

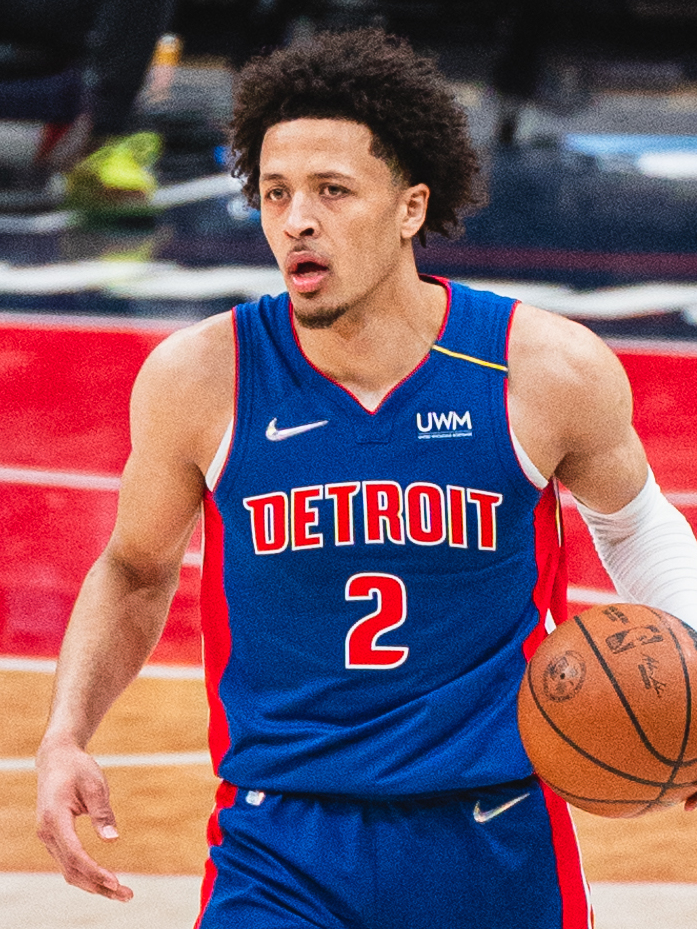
ケイド・カニングハム

2020-21シーズン開幕前に、新たなGMとしてトロイ・ウィーバーが就任した。このシーズン、チームは20勝52敗でシーズンを終え、2年連続でプレーオフ進出を逃した。また、20勝はフランチャイズ史上2番目に少ない勝ち星であった。
2021年のNBAドラフトにて全体1位でケイド・カニングハムを指名した。2021-22シーズンもまた、チームは23勝59敗でプレーオフ進出を逃すこととなった。
2022年のNBAドラフトにて全体5位でジェイデン・アイビー、トレードで全体13位で指名されたジェイレン・デューレンを獲得した。2022-23シーズン、チームはNBA史上3番目に低い勝率である17勝65敗でシーズンを終え、シーズン終了後にヘッドコーチのドウェイン・ケイシーが辞任し、新たにモンティ・ウィリアムズが就任した。
2023-24シーズンは、10月30日〜12月30日の間でフランチャイズ記録となる28連敗を記録し、これはNBA史上最長タイ記録となってしまった。最終的に、チームはフランチャイズ史上最低勝率となる14勝68敗でシーズンを終え、5年連続でプレーオフ進出を逃した。
2024-25シーズン開幕前に、前シーズンの連敗記録を理由にヘッドコーチのモンティ・ウィリアムズを解雇し、新たにJ・B・ビッカースタッフがヘッドコーチに就任した。

## シーズンごとの成績
Note: 勝 = 勝利数, 敗 = 敗戦数, % = 勝率 
| シーズン                                   | 勝    | 敗    | %    | プレーオフ                                                                  | 結果 |
| ------------------------------------------ | ----- | ----- | ---- | --------------------------------------------------------------------------- | --- |
| フォートウェイン・ゾルナーピストンズ (NBL) |       |       |      |                                                                             | |
| 1941–42                                    | 15    | 9     | .625 | NBLセミファイナル NBLファイナル敗退                                         | ピストンズ 2, ウィングフット 1 オールスターズ 2, ピストンズ 1                                               |
| 1942–43                                    | 17    | 6     | .739 | NBLセミファイナル NBLファイナル敗退                                         | ピストンズ 2, (フライヤーズ 1 レッドスキンズ 2, ピストンズ 1                                                |
| 1943–44                                    | 18    | 4     | .818 | NBLセミファイナル NBLファイナル優勝                                         | ピストンズ 2, ブラスメン 0 ピストンズ 3, レッドスキンズ 0                                                   |
| 1944–45                                    | 25    | 5     | .833 | ディビジョン・セミファイナル NBLファイナル優勝                              | ピストンズ 2, トランスファー 0 ピストンズ 3, レッドスキンズ 2                                               |
| 1945–46                                    | 26    | 8     | .765 | ディビジョン・セミファイナル敗退                                            | ロイヤルズ 3, ピストンズ 1                                                                                  |
| 1946–47                                    | 25    | 19    | .568 | オープニング・ラウンド ディビジョン・セミファイナル敗退                     | ピストンズ 3, ジープス 2 ロイヤルズ 2, ピストンズ 1                                                         |
| フォートウェイン・ピストンズ               |       |       |      |                                                                             | |
| 1948-49                                    | 22    | 38    | .367 |                                                                             | |
| 1949-50                                    | 40    | 28    | .588 | タイブレークゲーム勝利 ディビジョン準決勝勝利 カンファレンス決勝敗退        | ピストンズ 86, シカゴ 69 ピストンズ 2, ロチェスター 0 ミネアポリス 2, ピストンズ 0                          |
| 1950-51                                    | 32    | 36    | .471 | ディビジョン準決勝敗退                                                      | ロチェスター 2, ピストンズ 1                                                                                |
| 1951-52                                    | 29    | 37    | .439 | ディビジョン準決勝敗退                                                      | ロチェスター 2, ピストンズ 0                                                                                |
| 1952-53                                    | 36    | 33    | .522 | ディビジョン準決勝勝利 カンファレンス決勝敗退                               | ピストンズ 2, ロチェスター 1 ミネアポリス 2, ピストンズ 0                                                   |
| 1953-54                                    | 40    | 32    | .556 | 総当り戦 総当り戦                                                           | ロチェスター,ミネアポリス over ピストンズ, 4-0                                                              |
| 1954-55                                    | 43    | 29    | .597 | カンファレンス決勝勝利 NBAファイナル敗退                                    | ピストンズ 3, ミネアポリス 2 シラキュース 4, ピストンズ 3                                                   |
| 1955-56                                    | 37    | 35    | .514 | カンファレンス決勝勝利 NBAファイナル敗退                                    | ピストンズ 3, セントルイス 2 フィラデルフィア 4, ピストンズ 1                                               |
| 1956-57                                    | 34    | 38    | .472 | タイブレークゲーム敗戦 ディビジョン準決勝敗退                               | セントルイス 115, ピストンズ 103 ミネアポリス 2, ピストンズ 0                                               |
| デトロイト・ピストンズ                     |       |       |      |                                                                             | |
| 1957-58                                    | 33    | 39    | .458 | ディビジョン準決勝勝利 カンファレンス決勝敗退                               | ピストンズ 2, シンシナティ 0 セントルイス 4, ピストンズ 1                                                   |
| 1958-59                                    | 28    | 44    | .389 | ディビジョン準決勝敗退                                                      | ミネアポリス 2, ピストンズ 1                                                                                |
| 1959-60                                    | 30    | 45    | .400 | ディビジョン準決勝敗退                                                      | ミネアポリス 2, ピストンズ 0                                                                                |
| 1960-61                                    | 34    | 45    | .430 | ディビジョン準決勝敗退                                                      | レイカーズ 3, ピストンズ 2                                                                                  |
| 1961-62                                    | 37    | 43    | .463 | ディビジョン準決勝勝利 カンファレンス決勝敗退                               | ピストンズ 3, シンシナティ 1 レイカーズ 4, ピストンズ 2                                                     |
| 1962-63                                    | 34    | 46    | .425 | ディビジョン準決勝敗退                                                      | セントルイス 3, ピストンズ 1                                                                                |
| 1963-64                                    | 23    | 57    | .288 |                                                                             | |
| 1964-65                                    | 31    | 49    | .388 |                                                                             | |
| 1965-66                                    | 22    | 58    | .275 |                                                                             | |
| 1966-67                                    | 30    | 51    | .370 |                                                                             | |
| 1967-68                                    | 40    | 42    | .488 | ディビジョン準決勝敗退                                                      | セルティックス 4, ピストンズ 2                                                                              |
| 1968-69                                    | 32    | 50    | .390 |                                                                             | |
| 1969-70                                    | 31    | 51    | .378 |                                                                             | |
| 1970-71                                    | 45    | 37    | .549 |                                                                             | |
| 1971-72                                    | 26    | 56    | .317 |                                                                             | |
| 1972-73                                    | 40    | 42    | .488 |                                                                             | |
| 1973-74                                    | 52    | 30    | .634 | カンファレンス準決勝敗退                                                    | ブルズ 4, ピストンズ 3                                                                                      |
| 1974-75                                    | 40    | 42    | .488 | 1回戦敗退                                                                   | ソニックス 2, ピストンズ 1                                                                                  |
| 1975-76                                    | 36    | 46    | .439 | 1回戦勝利 カンファレンス準決勝敗退                                          | ピストンズ 2, バックス 1 ウォリアーズ 4, ピストンズ 2                                                       |
| 1976-77                                    | 44    | 38    | .537 | 1回戦敗退                                                                   | ウォリアーズ 2, ピストンズ 1                                                                                |
| 1977-78                                    | 38    | 44    | .463 |                                                                             | |
| 1978-79                                    | 30    | 52    | .366 |                                                                             | |
| 1979-80                                    | 16    | 66    | .195 |                                                                             | |
| 1980-81                                    | 21    | 61    | .256 |                                                                             | |
| 1981-82                                    | 39    | 43    | .476 |                                                                             | |
| 1982-83                                    | 37    | 45    | .451 |                                                                             | |
| 1983-84                                    | 49    | 33    | .598 | 1回戦敗退                                                                   | ニックス 3, ピストンズ 2                                                                                    |
| 1984-85                                    | 46    | 36    | .561 | 1回戦勝利 カンファレンス準決勝敗退                                          | ピストンズ 3, ネッツ 0 セルティックス 4, ピストンズ 2                                                       |
| 1985-86                                    | 46    | 36    | .561 | 1回戦敗退                                                                   | ホークス 3, ピストンズ 1                                                                                    |
| 1986-87                                    | 52    | 30    | .634 | 1回戦勝利 カンファレンス準決勝勝利 カンファレンス決勝敗退                   | ピストンズ 3, ワシントン 0 ピストンズ 4, ホークス 1 セルティックス 4, ピストンズ 3                          |
| 1987-88                                    | 54    | 28    | .659 | 1回戦勝利 カンファレンス準決勝勝利 カンファレンス決勝勝利 NBAファイナル敗退 | ピストンズ 3, ワシントン 2 ピストンズ 4, ブルズ 1 ピストンズ 4, セルティックス 2 レイカーズ 4, ピストンズ 3 |
| 1988-89                                    | 63    | 19    | .768 | 1回戦勝利 カンファレンス準決勝勝利 カンファレンス決勝勝利 NBAファイナル優勝 | ピストンズ 3, セルティックス 0 ピストンズ 4, バックス 0 ピストンズ 4, ブルズ 2 ピストンズ 4, レイカーズ 0   |
| 1989-90                                    | 59    | 23    | .720 | 1回戦勝利 カンファレンス準決勝勝利 カンファレンス決勝勝利 NBAファイナル優勝 | ピストンズ 3, ペイサーズ 0 ピストンズ 4, ニックス 1 ピストンズ 4, ブルズ 3 ピストンズ 4, ブレイザーズ 1     |
| 1990-91                                    | 50    | 32    | .610 | 1回戦勝利 カンファレンス準決勝勝利 カンファレンス決勝敗退                   | ピストンズ 3, ホークス 2 ピストンズ 4, セルティックス 2 ブルズ 4, ピストンズ 0                              |
| 1991-92                                    | 48    | 34    | .585 | 1回戦敗退                                                                   | ニックス 3, ピストンズ 2                                                                                    |
| 1992-93                                    | 40    | 42    | .488 |                                                                             | |
| 1993-94                                    | 20    | 62    | .244 |                                                                             | |
| 1994-95                                    | 28    | 54    | .341 |                                                                             | |
| 1995-96                                    | 46    | 36    | .561 | 1回戦敗退                                                                   | マジック 3, ピストンズ 0                                                                                    |
| 1996-97                                    | 54    | 28    | .659 | 1回戦敗退                                                                   | ホークス 3, ピストンズ 2                                                                                    |
| 1997-98                                    | 37    | 45    | .451 |                                                                             | |
| 1998-99                                    | 29    | 21    | .580 | 1回戦敗退                                                                   | ホークス 3, ピストンズ 2                                                                                    |
| 1999–2000                                  | 42    | 40    | .512 | 1回戦敗退                                                                   | ヒート 3, ピストンズ 0                                                                                      |
| 2000–01                                    | 32    | 50    | .390 |                                                                             | |
| 2001–02                                    | 50    | 32    | .610 | 1回戦勝利 カンファレンス準決勝敗退                                          | ピストンズ 3, ラプターズ 2 セルティックス 4, ピストンズ 1                                                   |
| 2002–03                                    | 50    | 32    | .610 | 1回戦勝利 カンファレンス準決勝勝利 カンファレンス決勝敗退                   | ピストンズ 4, マジック 3 ピストンズ 4, シクサーズ 2 ネッツ 4, ピストンズ 0                                  |
| 2003–04                                    | 54    | 28    | .659 | 1回戦勝利 カンファレンス準決勝勝利 カンファレンス決勝勝利 NBAファイナル優勝 | ピストンズ 4, バックス 1 ピストンズ 4, ネッツ 3 ピストンズ 4, ペイサーズ 2 ピストンズ 4, レイカーズ 1       |
| 2004–05                                    | 54    | 28    | .659 | 1回戦勝利 カンファレンス準決勝勝利 カンファレンス決勝勝利 NBAファイナル敗退 | ピストンズ 4, シクサーズ 1 ピストンズ 4, ペイサーズ 2 ピストンズ 4, ヒート 3 スパーズ 4, ピストンズ 3       |
| 2005–06                                    | 64    | 18    | .780 | 1回戦勝利 カンファレンス準決勝勝利 カンファレンス決勝敗退                   | ピストンズ 4, バックス 1 ピストンズ 4, キャブス 3 ヒート 4, ピストンズ 2                                    |
| 2006–07                                    | 53    | 29    | .646 | 1回戦勝利 カンファレンス準決勝勝利 カンファレンス決勝敗退                   | ピストンズ 4, マジック 0 ピストンズ 4, ブルズ 2 キャブス 4, ピストンズ 2                                    |
| 2007–08                                    | 59    | 23    | .720 | 1回戦勝利 カンファレンス準決勝勝利 カンファレンス決勝敗退                   | ピストンズ 4, 76ers 2 ピストンズ 4, マジック 1 セルティックス 4, ピストンズ 2                               |
| 2008–09                                    | 39    | 43    | .476 | 1回戦敗退                                                                   | キャブス 4, ピストンズ 0                                                                                    |
| 2009–10                                    | 27    | 55    | .329 |                                                                             | |
| 2010–11                                    | 30    | 52    | .366 |                                                                             | |
| 2011–12                                    | 25    | 41    | .379 |                                                                             | |
| 2012–13                                    | 29    | 53    | .354 |                                                                             | |
| 2013–14                                    | 29    | 53    | .354 |                                                                             | |
| 2014–15                                    | 32    | 50    | .390 |                                                                             | |
| 2015–16                                    | 44    | 38    | .537 | 1回戦敗退                                                                   | キャブス 4, ピストンズ 0                                                                                    |
| 2016–17                                    | 37    | 45    | .451 |                                                                             | |
| 2017–18                                    | 39    | 43    | .476 |                                                                             | |
| 2018–19                                    | 41    | 41    | .500 | 1回戦敗退                                                                   | バックス 4, ピストンズ 0                                                                                    |
| 2019–20                                    | 20    | 46    | .303 |                                                                             | |
| 2020–21                                    | 20    | 52    | .278 |                                                                             | |
| 2021–22                                    | 23    | 59    | .280 |                                                                             | |
| 2022–23                                    | 17    | 65    | .207 |                                                                             | |
| 2023–24                                    | 14    | 68    | .171 |                                                                             | |
| 通算勝敗                                   | 2,827 | 3,171 | .471 |                                                                             | |
| プレイオフ                                 | 188   | 182   | .508 | 優勝3回                                                                     | |

## 栄誉

### 永久欠番
| デトロイト・ピストンズの永久欠番と表彰者 |                          |                |                       |                |
| No.                                      | 選手                     | Pos.           | 在籍期間              | 授与日         |
| 1                                        | チャウンシー・ビラップス | G              | 2002–2008 2013–2014 1 | 2016年2月10日  |
| 2                                        | チャック・デイリー       | ヘッドコーチ 2 | 1983–1992             | 1997年1月25日  |
| 3                                        | ベン・ウォーレス         | C              | 2000–2006 2009–2012 3 | 2016年1月16日  |
| 4                                        | ジョー・デュマース       | G              | 1985–1999 4           | 2000年3月10日  |
| 10                                       | デニス・ロッドマン       | F              | 1986–1993 5           | 2011年4月1日   |
| 11                                       | アイザイア・トーマス     | G              | 1981–1994             | 1996年2月17日  |
| 15                                       | ヴィニー・ジョンソン     | G              | 1981–1991             | 1994年2月5日   |
| 16                                       | ボブ・レイニア           | C              | 1970–1980             | 1993年1月9日   |
| 21                                       | デイブ・ビン             | G              | 1966–1975             | 1983年3月18日  |
| 32                                       | リチャード・ハミルトン   | G/F            | 2002–2011             | 2017年2月26日  |
| 40                                       | ビル・レインビア         | C              | 1982–1994             | 1995年2月4日   |
| —                                        | ビル・デビッドソン       | オーナー       | 1974–2009 6           | 2011年12月28日 |
| —                                        | ジャック・マクロスキー   | GM             | 1979–1992 7           | 2008年3月29日  |

### バスケットボール殿堂入り
| デトロイト・ピストンズ殿堂入り |                          |                 |                      |            |                        |                          |              |           |            |
| 選手                           |                          |                 |                      |            |                        |                          |              |           |            |
| No.                            | 名前                     | Pos.            | 在籍期間             | 殿堂入り年 | No.                    | 名前                     | Pos.         | 在籍期間  | 殿堂入り年 |
| 14                             | アンディ・フィリップ     | G/F             | 1952–1956            | 1961       | 22                     | デイブ・ディバッシャー   | F            | 1962–1968 | 1983       |
| 17                             | ボブ・ホーブレッグス     | C/F             | 1954–1958            | 1987       | 20                     | ボビー・マクダーモット   | G            | 1941–1946 | 1988       |
| 21                             | デイブ・ビン             | G               | 1966–1975            | 1990       | 11                     | ハリー・ギャラティン     | F/C          | 1957–1958 | 1991       |
| 16                             | ボブ・レイニア           | C               | 1970–1980            | 1992       | 8                      | ウォルト・ベラミー 1     | C            | 1968–1970 | 1993       |
| 15                             | ディック・マグワイア     | G               | 1957–1960            | 1993       | 26                     | バディ・ジャネット       | G            | 1943–1946 | 1994       |
| 12                             | ジョージ・ヤードリー     | F/G             | 1953–1959            | 1996       | 18                     | ベイリー・ハウエル       | F            | 1959–1964 | 1997       |
| 11                             | ボブ・マカドゥー         | F/C             | 1979–1981            | 2000       | 11                     | アイザイア・トーマス     | G            | 1981–1994 | 2000       |
| 4                              | ジョー・デュマース       | G               | 1985–1999            | 2006       | 45                     | エイドリアン・ダントリー | F            | 1986–1989 | 2008       |
| 10                             | デニス・ロッドマン       | F               | 1986–1993            | 2011       | 24                     | ナサニエル・クリフトン   | C/F          | 1956–1957 | 2014       |
| 1                              | アレン・アイバーソン     | G               | 2008–2009            | 2016       | 1                      | トレイシー・マグレディ   | G/F          | 2010–2011 | 2017       |
| 33                             | グラント・ヒル           | F               | 1994–2000            | 2018       | 6                      | チャック・クーパー       | F/G          | 1956      | 2019       |
| 3 6                            | ベン・ウォーレス         | C               | 2000–2006 2009–2012  | 2021       | 84                     | クリス・ウェバー         | F            | 2007      | 2021       |
| 1                              | チャウンシー・ビラップス | G               | 2002–2008, 2013-2014 | 2024       |                        |                          |              |           |            |
| コーチ                         |                          |                 |                      |            |                        |                          |              |           |            |
| 名前                           | 名前                     | Pos.            | 在籍期間             | 殿堂入り年 | 名前                   | 名前                     | Pos.         | 在籍期間  | 殿堂入り年 |
| 2                              | チャック・デイリー 2     | ヘッドコーチ    | 1983–1992            | 1994       | ラリー・ブラウン       | ラリー・ブラウン         | ヘッドコーチ | 2003–2005 | 2002       |
| 貢献者                         |                          |                 |                      |            |                        |                          |              |           |            |
| 名前                           | 名前                     | Pos.            | 在籍期間             | 殿堂入り年 | 名前                   | 名前                     | Pos.         | 在籍期間  | 殿堂入り年 |
| フレッド・ゾルナー             | フレッド・ゾルナー       | 創設者/オーナー | 1941–1974            | 1999       | 17                     | アール・ロイド 3         | F            | 1958–1960 | 2003       |
| ビル・デビッドソン             | ビル・デビッドソン       | オーナー        | 1974–2009            | 2008       | ディック・ヴァイタル 4 | ディック・ヴァイタル 4   | ヘッドコーチ | 1978–1979 | 2008       |
| 10                             | ロッド・ソーン 5         | G               | 1964–1965            | 2018       |                        |                          |              |           |            |

### FIBA殿堂
| デトロイト・ピストンズ殿堂入り |                      |              |           |            |
| コーチ                         |                      |              |           |            |
| No.                            | 名前                 | Pos.         | 在籍期間  | 殿堂入り年 |
| 2                              | チャック・デイリー 1 | ヘッドコーチ | 1983–1992 | 2021       |

注釈:
- 1 デイリーは指導者、そして1992年オリンピックチームのメンバーとして、合計2度にわたって殿堂入りを果たしている[57][58]。

## コーチ、その他

### 歴代ヘッドコーチ
| - カール・ベネット (Carl Bennett) (1941-42/1942-43) - ボビー・マクダーモット (Bobby McDermott) (1943-44/1944-45) - カール・ベネット (Carl Bennett) (1945-46) - ボビー・マクダーモット (Bobby McDermott) (1946-47) - カール・ベネット (Carl Bennett) (1946-47/1948-49) - カーリー・アームストロング (Curly Armstrong) (1948-49) - マレー・メンデンホール (Murray Mendenhall) (1949-50/1950-51) - ポール・バーチ (Paul Birch) (1951-52/1953-54) - チャールズ・エックマン (Charles Eckman) (1957-58) - レッド・ロシャ (Red Rocha) (1957-58/1959-60) - ディック・マグワイア (Dick McGuire) (1959-60/1962-63) - チャールズ・ウルフ (Charles Wolf) (1963-64/1964-65) - デイブ・ディバッシャー (Dave DeBusschere) (1964-65/1966-67) - ドニー・ブッチャー (Donnie Butcher) (1966-67/1968-69) - ポール・シーモア (Paul Seymour) (1968-69) - ビル・ヴァン・ブレダ・コルフ (Butch van Breda Kolff) (1969-70/1971-72) - アール・ロイド (Earl Lloyd) (1971-72/1972-73) - レイ・スコット (Ray Scott) (1972-73/1975-76) - ハーブ・ブラウン (Herb Brown) (1975-76/1977-78) - ボブ・カウフマン (Bob Kauffman) (1977-78) - ディック・ヴィトール (Dick Vitale) (1978-79/1979-80) - リッチー・アデュベイト (Richie Adubato) (1979-80) | - スコッティ・ロバートソン (Scotty Robertson) (1980-81/1982-83) - チャック・デイリー (Chuck Daly) (1983-84/1991-92) - ロン・ロススタイン (Ron Rothstein) (1992-93) - ドン・チェイニー (Don Chaney) (1993-94/1994-95) - ダグ・コリンズ (Doug Collins) (1995-96/1997-98) - アルビン・ジェントリー (Alvin Gentry) (1997-98/1999-00) - ジョージ・アーヴァイン (George Irvine) (1999-00/2001-02) - リック・カーライル (Rick Carlisle) (2001-02/2002-03) - ラリー・ブラウン (Larry Brown) (2003-04/2004-05) - フリップ・ソーンダーズ (Flip Saunders) (2005-06/2007‐08) - マイケル・カリー (Michael Curry) (2008-09) - ジョン・キュースター (John Kuester) (2009-10/2010-11) - ローレンス・フランク (Lawrence Frank) (2011-12/2012-13) - モーリス・チークス (Maurice Cheeks) (2013-14) - ジョン・ロイヤー (John Loyer) (2013-14) - スタン・ヴァン・ガンディ (Stan Van Gundy) (2014-18) - ドウェイン・ケイシー (Dwane Casey) (2018-2023) - モンティ・ウィリアムズ(Monty Williams) (2023-2024) - J・B・ビッカースタッフ(J. B. Bickerstaff) (2024- ) |

## チーム記録
- デトロイト・ピストンズのチーム記録